# 前凹水狼蛛
前凹水狼蛛（学名：Pirata procurvus）为狼蛛科水狼蛛属的动物。分布于日本、朝鲜以及中国大陆的河北、江西、浙江、福建、湖南、贵州等地，一般生活于稻田以及潮湿落叶层。该物种的模式产地在日本。